# Szakáll Róza

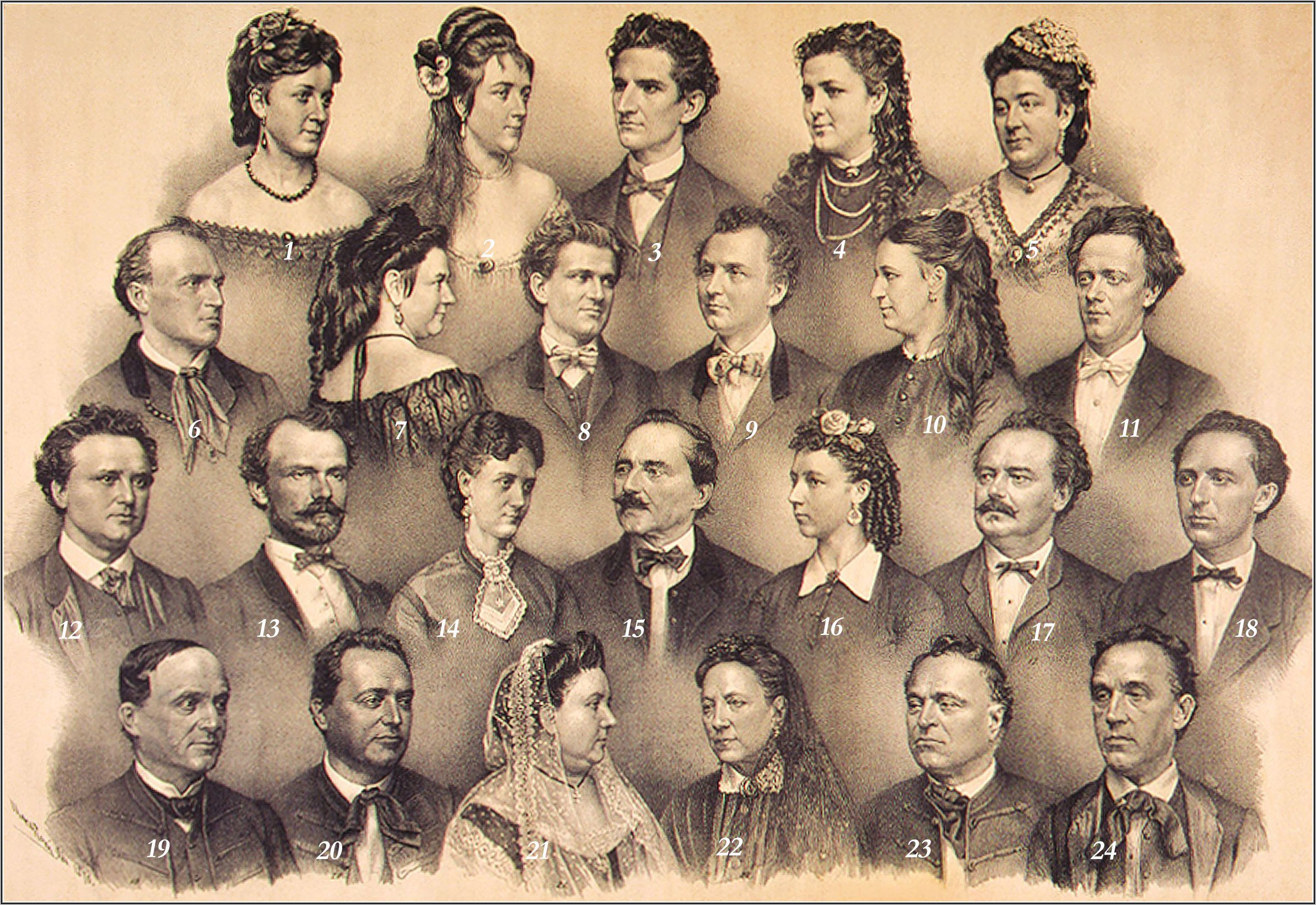
Az 1870-es debreceni színtársulatról készített tablón sorrendben a következő színészek láthatók: 1. Szakáll Róza (1848–1926); 2. Tannerné Szabó Róza, később Erkel Sándorné (1850–1922); 3. Bercsényi Béla (1844–1901); 4. Blaha Lujza (1850–1926); 5. Mándoky Béláné [Presly] Morzsai Emma (1844–1923); 6. Rónai Gyula (1828–1874); 7. Hetényi Laura, Molnárné (1830–1874); 8. Mándoky Béla (1839–1918); 9. Együd István (1838–1882); 10. Dalnoki Béniné, Konti Fáni (1842–1908); 11. Vízvári Gyula (1841–1908); 12. Gerecs János (1843–1910); 13. Dalfi Lőrinc; 14. Takács Emese, Bercsényiné (1847–1914); 15. Szabó József (1814–1875); 16. Szomolnoki Erzsi, Balla Istvánné; 17. Tanner István (1828–1878); 18. Dalnoki Béni (1838–1914); 19. Foltényi Vilmos (1820–1905); 20. Zöldi Miklós (1821–1876); 21. Foltényiné, Szákfy-Szabó Amália (1830–1901); 22. Zöldiné Szabó Julianna (1812–1886); 23. Dózsa József (1815–1886); 24. Philippovits István (1822–1885)

Török Miklósné Szakáll Róza (Debrecen, 1848. július 14. – Nagyvárad, 1926. április 25.) színésznő. Szakáll Antal húga, Zöldi Miklós nevelt lánya.

## Életútja
1861. november 20-án Reszler Istvánnál lépett a színipályára. 1866-ban Aradon, 1867 nyarán Nagyváradon játszott. Ez időben már elismert vidéki színésznő volt, úgyhogy a Nemzeti Színház is meghívta vendégszereplésre (1870. december 21.: Az elkényeztetett férj és Tűz a zárdában című egyfelvonásosokban). 1871-ben Debrecenbe hívták, ez év június 10-én a Budai Színkör vendége volt (Frou-frou). 1872. december 5-én Debrecenben férjhez ment Török Miklóshoz, esküvői tanúik Gerecs János és Horváth Vince voltak. 1875. szeptember 24-én bemutatkozott a kolozsvári színpadon, a Delilában. 1900. április 9-én Szegeden a Rang és módban mint Erzsébet elbúcsúzott a színipályától, ekkor Krecsányi Ignác volt az utolsó igazgatója.
Közel 78 éves korában, a nagyváradi Lujza otthon lakójaként hunyt el. Somogyi Károly mellé temették „Nagyvárad Házsongárdjába”, a színészek olaszi temetőjébe.

## Fontosabb színházi szerepei
- Szederváry Camilla (Csiky Gergely: Proletárok)
- Erzsébet (Szigeti József: Rang és mód)
- Leonora hercegnő (Feuillet: Delila)
- Dolores (Victorien Sardou: A haza)

## Működési adatai
1861–81: Debrecen (kivéve: 1863–64: Győr); 1865–67: Arad; 1875–76: Arad; 1876–77: Székesfehérvár; 1881: Nyíregyháza; 1882–83: Szeged; 1883–85: Győr; 1885–86: Székesfehérvár; 1886–87: Szabadka; 1887–90: Kolozsvár; 1890–93: Székesfehérvár; Szeged, majd Győr; 1893–94: Szabadka; 1894–1900: Temesvár, Pozsony.